# Crotalus stephensi
Crotalus stephensi là một loài rắn trong họ Rắn lục. Loài này được Klauber mô tả khoa học đầu tiên năm 1930.